# Interamma delicata
Interamma delicata är en insektsart som beskrevs av Walker 1870. Interamma delicata ingår i släktet Interamma och familjen Derbidae. Inga underarter finns listade i Catalogue of Life.